# Coleophora glaucicolella
Coleophora glaucicolella — вид лускокрилих комах родини чохликових молей (Coleophoridae).

## Поширення
Вид поширений в Європі, Західній і Північній Азії (на схід до Ірану та Китаю), в Гренландії та Північній Америці (Канада, Огайо). Присутній у фауні України.

## Опис
Розмах крил 10-12 мм. Передні крила білі з жовтуватими відтінками, зазвичай з темнішими сіруватими прожилками. Достовірно встановити приналежність до виду можна лише рохглянувши під мікроскопом статеві органи.

## Спосіб життя
Метелики літають з червня по серпень на світанку та у сутінках. Гусінь живиться листям ситника (Juncus). Гусінь живе у шовкових трубчастих чохликах.